# سیارک ۶۸۵

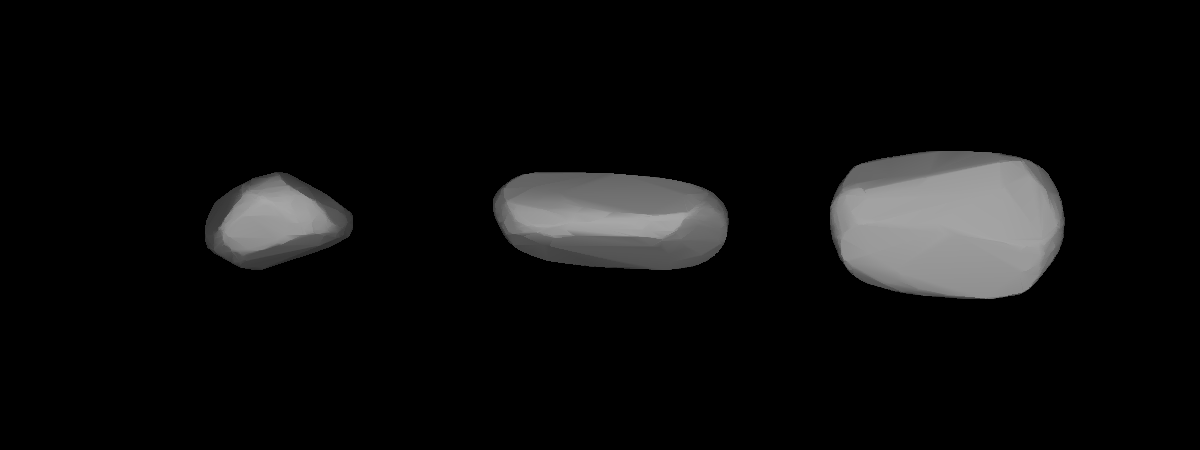
عکس از سیارک ۶۸۵

سیارک ۶۸۵ (به انگلیسی: 685 Hermia، نامگذاری:1909HE) ششصد و هشتاد و پنجمین سیارک کشف شده‌است که در ۱۲ اوت ۱۹۰۹ و در هایدلبرگ کشف شد.
قدر مطلق سیارک برابر ۱۱٫۸۰ است.